# Kloedenellitinidae
De Kloedenellitinidae zijn een familie van uitgestorven kreeftachtigen uit de klasse van de Ostracoda (mosselkreeftjes).

## Geslacht
- Vanalabia Kempf, 2015 †